# Aqua Teen Hunger Force Colon Movie Film for Theaters
Aqua Teen Hunger Force Colon Movie Film for Theaters es una película de comedia de acción animada basada en la serie de Adult Swim, Aqua Teen Hunger Force. La película estuvo escrita y dirigida por los creadores del espectáculo, Matt Maiellaro y Dave Willis, y se lanzó el 13 de abril de 2007 por First Look Pictures.
La película marca la primera adaptación de una serie de Adult Swim a un largometraje. A pesar de las críticas mixtas, la película fue un éxito, pasando a 5.5 millones de dólares comparado a los 750,000 dólares del presupuesto.

## Trama
Antes de empezar la película, un anuncio de las reglas que deben aplicarse en un cine. Un grupo de comida antropomórficos de teatro canta hasta que se ven interrumpidos por otra banda de comida (hecho por Mastodon). Proceden a cantar sus extrañas reglas de teatro propias antes de acabar en un solo de guitarra.
La película comienza correctamente en Egipto, donde Master Shake, Frylock y Albóndiga se liberan de la Esfinge y son atacados por un caniche de gran tamaño que mata a Frylock antes de que Shake lo derrote. Shake y Meatwad huyen con el cadáver de Frylock y se encuentran con Time Lincoln. Él ayuda a revivir Frylock; Sin embargo, cuando agentes del gobierno irrumpen en su casa, Time Lincoln ayuda a los Aqua Teens a escapar en un cohete de madera. Time Lincoln recibe disparos, cambia la línea de tiempo y se traduce en la victoria de los Estados Confederados de los Estados Unidos en la Guerra Civil Americana y en el hecho de que los agentes del gobierno sean esclavos de un Coronel de Kentucky negro como castigo por sus crímenes contra el Sur. Todo esto, sin embargo, es una historia elaborada inventada por Shake para explicar su origen a Meatwad. Una rebanada triangular de sandía llamada Walter Melon está volando en una nave espacial hecha de una sandía hueca. Comienza a observar los eventos de los Aqua Teens on Earth, que incluyen un concierto en el patio trasero realizado por Meatwad. Todo desenvolviéndose según su plan. Neil Peart se une a Walter Melon en la nave de Rush, sentado a la batería.
Shake planea entrenar en su nueva máquina de ejercicios, el "Insanoflex". Frylock nota que la máquina no está ensamblada correctamente y que las instrucciones no se encuentran en ningún lugar. Él los busca en línea y en su lugar encuentra un sitio web escrito en un dialecto raro, con un mensaje en inglés que advierte que no se debe ensamblar la máquina nunca. Sin embargo, el sitio muestra un número de teléfono al que llama Frylock. Se revela que es el número de Emory y Oglethorpe, los plutonianos. Antes de que incluso se molesten en contestar el teléfono, descubren el fantasma cibernético de Christmas Past from the Future a bordo con ellos. El fantasma cibernético explica a los dos extraterrestres la historia de Insanoflex: una máquina, cuando se ensambla, hará que un hombre se convierta en un super-ser,y la eventual extinción de la humanidad. Para evitar esto, el Fantasma viajó al pasado y robó un solo tornillo que mantiene la máquina unida. Los plutonianos le señalan que para armarlo, alguien podría comprar otro tornillo o empujar un lápiz en el orificio del tornillo. De vuelta en la Tierra, Frylock termina de reconstruir el Insanoflex, con un lápiz en el orificio del tornillo, de alguna manera obteniendo instrucciones. Descubre una placa de circuito en forma de M que falta en el panel posterior. El trío visita a Carl, a quien Shake le había robado la máquina, para ver si le faltaba la pieza. Después de que se niega a decirles, Meatwad encuentra la dirección en la caja de Insanoflex. El Dr. Weird, cuyo asilo abandonado ha sido comprado y se está convirtiendo en condominios a su alrededor, es visitado por Shake, Frylock y Meatwad. Frylock recupera la placa de circuito faltante y la instala en la máquina al regresar a casa. Carl insiste en que, como propietario legítimo, debería ser el primero en probar la máquina. El Insanoflex lo ata y se transforma en un robot gigante de un solo ojo. El robot toca música techno / dance y se dirige al centro de Filadelfia, todo mientras que la forma ajustada de Carl se ve obligada a hacer ejercicio. Finalmente, el robot comienza a poner huevos esféricos metálicos, que eclosionan en versiones más pequeñas de la máquina.
Los Aqua Teens, ayudados por un video de entrenamiento instructivo, encuentran una manera de destruir la máquina usando música. Con poco tiempo y un encuentro fallido con MC Pee Pants (reencarnado como una mosca), los Aqua Teens no tienen más remedio que hacer que Shake toque su música. Shake juega mal su canción original "Nude Love" en la guitarra acústica, obligando a Insanoflex a suicidarse. Carl (ahora abultado con tanto músculo que apenas puede moverse) se va con su recién descubierta, una fisicoculturista llamada Linda, y regresan a su condominio mientras los Aqua Teens intentan encontrar una manera de detener a los Insanoflexes recién nacidos. De destruir la ciudad.
A medida que viajan a una posible pista en el asilo del Dr. Weird, Frylock comienza a contar la historia original de los Aqua Teens: fueron creados por el Dr. Weird, junto con un nugget de pollo que había pasado por el nombre de Pollo Bittle. En el flashback, el Dr. Weird proclama que los Aqua Teens fueron creados con un solo propósito: estrellar un jet contra una pared de ladrillos. Al darse cuenta de la inutilidad de esta misión, Frylock desvió el avión y estableció un rumbo a África, donde tratarían de usar su inteligencia para resolver el hambre en el mundo. Al entrar en África, Bittle fue atacado y devorado por un león. Los Aqua Teens restantes trataron de ayudar a una pequeña aldea, pero en su lugar los asustaron. Después de darse cuenta de que no podían ser de mucha ayuda, regresaron a Estados Unidos y alquilaron lo que ahora es su casa en Nueva Jersey. Shake y Meatwad afirman que no recuerdan nada de esto, pero Frylock explica que fue porque estaban demasiado ocupados jugando a Game Boy para prestar atención.
Mientras tanto, Carl y Linda se reclinan en su habitación, donde ella revela que "ella misma" es la Dra. Weird disfrazada. Corta los músculos de Carl y los injerta en su propio cuerpo. Frylock y el Dr. Weird luchan mientras discuten sobre quién creó a quién. El Dr. Weird afirma que fue Frylock quien lo creó, y no al revés. El Dr. Weird le muestra a Frylock un oso de peluche lleno de hojas de afeitar. Shake intenta tomar el osito de peluche, pero pierde su mano. Luego, el Dr. Weird revela que el diamante azul en la espalda de Frylock esconde un VCR , en el que una cinta de video con recuerdos falsos de la creación de Frylock por parte del Dr. Weird había estado reproduciéndose en la cabeza de Frylock. Frylock también admite que es transexual. Lesbianas atrapada en el cuerpo de un hombre. Justo en ese momento, Walter Melon llega a su nave. Meatwad menciona que vio el barco antes. Shake lo llama mentiroso y le dispara con una escopeta. Shake se preocupa cuando Meatwad no se reforma como siempre. Walter le dice a Neil que toque el Drum Solo Of Life para que Meatwad vuelva a la vida. Mientras tanto, Shake intenta recoger el oso de peluche por segunda vez, pero pierde su otra mano. Shake se olvida de sus manos y lo deja. Walter Melon explica que creó los Aqua Teens y todos los demás personajes, incluido Insanoflex. Su plan era que finalmente se mataran entre ellos y Walter heredara todos sus bienes raíces para crear el "Insano-Gym". Todos, sin embargo, informan a Walter que todos alquilan y no poseen ninguna propiedad, lo que demuestra el plan de Walter y todos. La existencia había sido inútil y sin sentido. Walter se marcha furioso en su nave, amenazando con decirle a su madre. En ese momento, los adolescentes ven a su supuesta madre de pie ante ellos, revelando que es un burrito de frijoles de 9 capas. Shake, sin saberlo, salta por la ventana, Meatwad la abraza y Frylock dice: "Eso es genial". En un abrupto final, The Soda Dog Refreshment Gang aparece en la pantalla una vez más y canta al público.
En una escena posterior a los créditos , el fantasma cibernético de Christmas Past from the Future se ve en la televisión en el salón de Aqua Teens. Luego, una caja femenina de papas fritas (probablemente Frylock que tuvo un cambio de sexo) entra y dice: "Hora de acostarse, cariño..."

## Reparto
- Dana Snyder como Master Shake.
- Carey Means como Frylock.
- Dave Willis como Meatwad, Carl Brutananadilewski, Ignignokt, voz de videojuego.
- Matt Maiellaro como Err, Cybernetic Ghost, Satan.
- Andy Merrill como Oglethorpe.
- Mike Schatz como Emory.
- C. Martin Croker como Dr. Weird, Steve.
- Bruce Campbell como Chicken Bittle.
- Neil Peart como Neil Peart of Rush.
- Chris Kattan como Walter Melon.
- Mc chris como MC Pee Pants.
- Fred Armisen como Time Lincoln.
- George Lowe como el Fantasma del Espacio.
- Isaac Hayes III como el dueño de la plantación.
- Tina Fey como Burrito.
- H. Jon Benjamin como Agente de CIA 1.
- Jon Glaser como Agente de CIA 2.
- Craig Hartin como Rob Goldstein.
- Matt Harrigan como Linda.
- Mastodon (sin acreditar) como Bocadillo interrumpiendo.

## Producción

### Desarrollo
En una entrevista en el Comic-Con de San Diego de 2005, Dana Snyder y Matt Maiellaro confirmaron los rumores de que habría una película de larga duración de Aqua Teen Hunger Force. Se revelaron más detalles en el Festival de Televisión de Paley en 2005, como un posible cameo del grupo de funk Cameo de los 80, y Maiellaro lo describió como "una pieza de acción que conduce a una historia de origen que se desarrolla de una manera muy 'Aqua Teen'.
Los creadores revelaron mucha más información en una entrevista con Wizard Entertainment. Mientras esquivaron muchas preguntas, confirmaron que la película duraría 80 minutos, producida con un magro presupuesto de $ 750,000, y presenta un detalle de la trama sobre un "Aqua Teen perdido", que es una gran pepita de pollo llamada "Chicken Bittle" (interpretado por Bruce Campbell). También confirmaron más cameos, con el baterista y letrista de Rush Neil Peart, el actor de voz H. Jon Benjamin y su compañero de comedia Jon Glaser, y Fred Armisen de Saturday Night Live para hacer apariciones. La banda de heavy metal Mastodon declaró en un artículo de Decibel que actuarían durante la apertura, y que la banda se animaría como un cubo de palomitas de maíz, un refresco, un perrito caliente y una barra de chocolate. Fueron en realidad animados como un pretzel, un montón de nachos, una caja de "Casitas de Hielo" y una gota de goma.

### Clasificación
Con respecto a la calificación de la película, Maiellaro comentó que "creo que si llega a ser [la película está clasificada como] R, no obtendrá la audiencia que la ve. Pero todavía no sabemos. Todavía estamos esperando para averiguarlo". Después de esto, el tráiler publicado publicó la película con la calificación R. La película no está censurada en su mayoría; cuando ocurre la censura, ocasionalmente se acompaña de un pitido de censura que no oculta la palabra. La censura también ocurre una vez durante un flashback. Como se explicó en la característica de producción, la inconsistencia fue un error de edición, pero no se tocó por efecto cómico.